# Конрад фон Булліон
Граф Конрад Йозеф Марія Артур Готтліб фон Булліон (нім. Konrad Joseph Maria Arthur Gottlieb Graf von Bullion; 16 жовтня 1893, Вюрцбург — 26 серпня 1976, Мюнхен) — німецький офіцер, генерал-інженер люфтваффе (1 серпня 1942).

## Біографія
8 липня 1912 року вступив в Баварську армію. Учасник Першої світової війни, служив в 1-му польовому артилерійському полку. 20 серпня 1914 року поранений. 21 березня 1920 року звільнений у відставку.
Вивчав інженерні науки в Мюнхенському технічному університеті. 1 жовтня 1933 року вступив в люфтваффе і був призначений рефернтом, потім — креівником групи та відділу Імперського міністерства авіації. Пізніше був призначений в 3-тю інспекцію озброєнь. В кінці Другої світової війни був взятий в полон союзниками. В 1945 році звільнений. Похований в Кемптені.

## Нагороди[3]
- Залізний хрест 2-го і 1-го класу
- Орден «За військові заслуги» (Баварія) 4-го класу з мечами
- Нагрудний знак «За поранення» в чорному
- Почесний хрест ветерана війни з мечами
- Медаль «За вислугу років у Вермахті» 4-го і 3-го класу (12 років; 2 жовтня 1936) — тримав 2 нагороди одночасно.
- Хрест Воєнних заслуг 2-го класу з мечами